# Portland Union Station

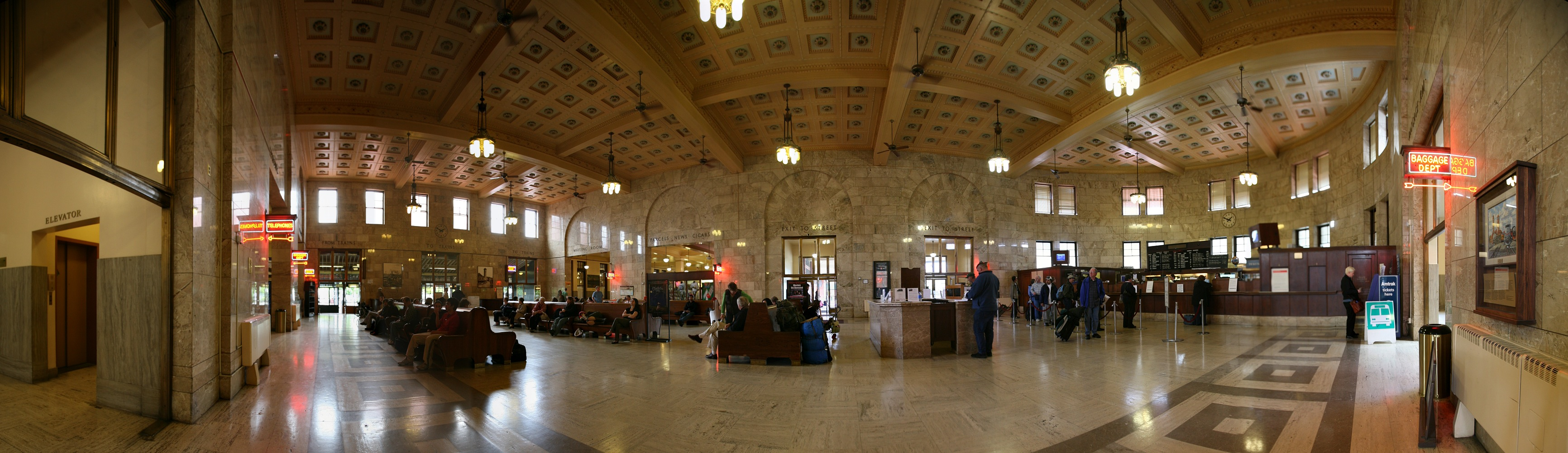
Haupthalle und Wartebereich 2. Klasse der Union Station

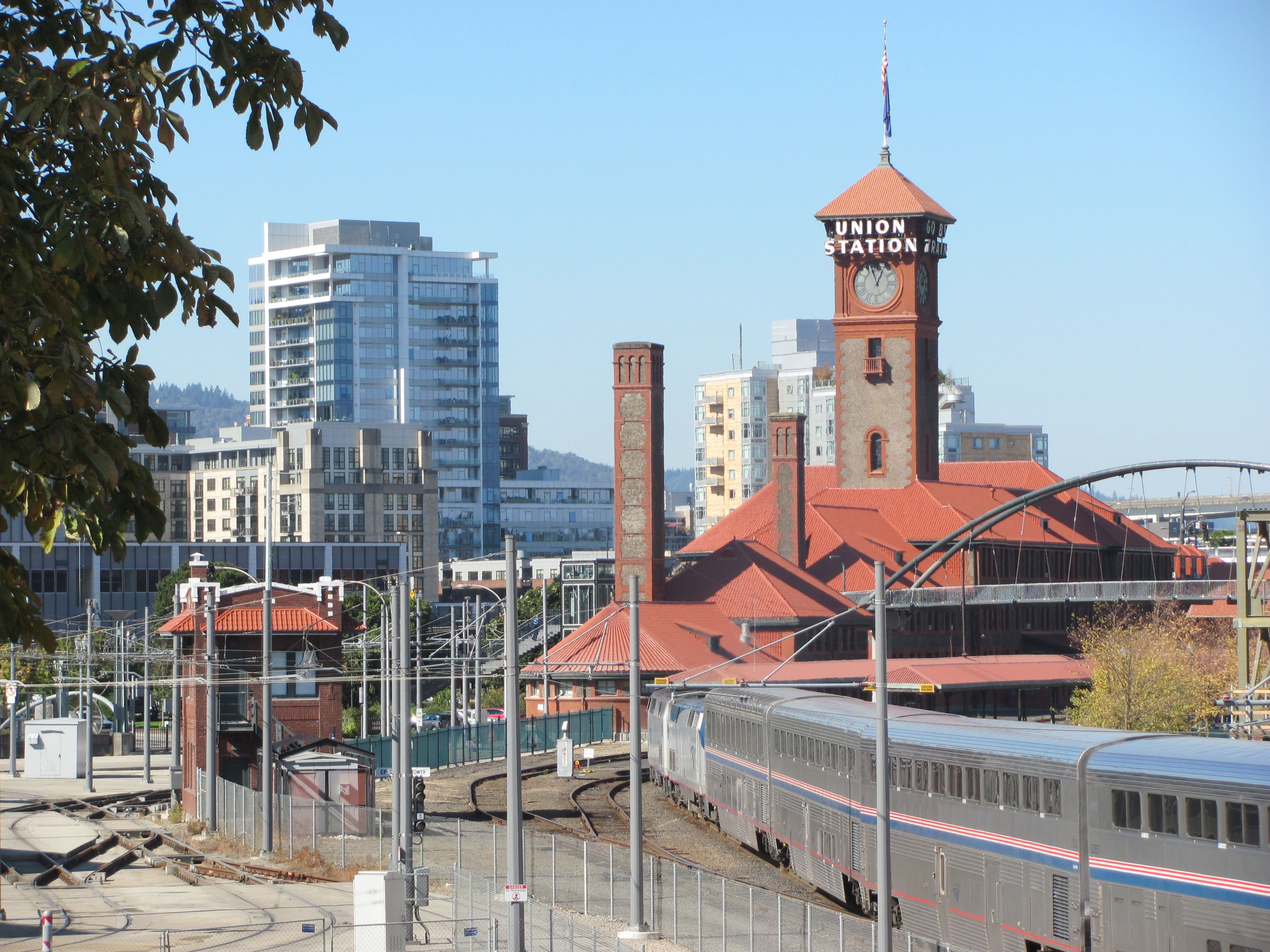
Der Empire Builder rangiert im Bahnhof

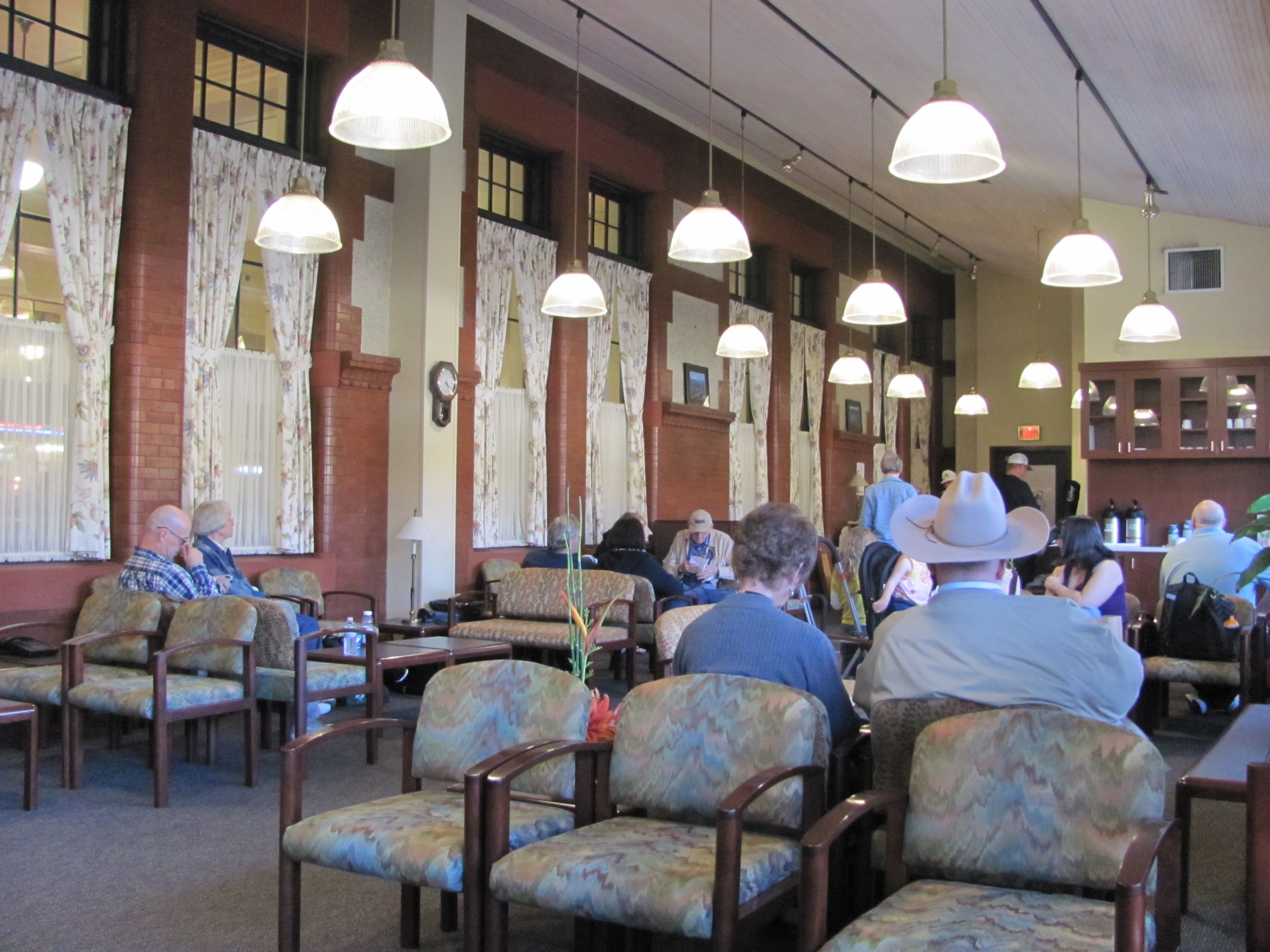
Warteraum 1. Klasse

Die Portland Union Station ist der Hauptbahnhof der Stadt Portland in Oregon, USA.

## Geographische Lage
Der Bahnhof liegt am Nordende der Innenstadt von Portland, am Westufer des Willamette River.

## Geschichte
Planungen für den Bau gab es seit 1882. Die heutige, kleinere Version wurde 1885 von dem Architekturbüro Van Brunt & Howe vorgelegt, das eine Reihe von Empfangsgebäuden für die Union Pacific Railroad konzipierte. Der Bau wurde aber erst 1890 begonnen und in dem zeitüblichen historistischen Stil ausgeführt. Zum 14. Februar 1896 wurde der Bahnhof eingeweiht. Die Portland Union Station besitzt damit eines der ältesten ununterbrochen genutzten Empfangsgebäude einer Union Station in den USA. Wahrzeichen des Bahnhofs ist sein Uhrturm. Dessen Neon-Werbebeschriftung wurde 1948 zugefügt: An zwei gegenüberliegenden Seiten steht „Go by Train“, an den beiden anderen „Union Station“.
Die letzten Nutzer des Bahnhofs vor der Übernahme des gesamten Personenfernverkehrs durch Amtrak 1971 waren die Union Pacific Railroad, die Burlington Northern Railroad und Southern Pacific.
Das Empfangsgebäude gehört seit 1987 der Stadt Portland (Portland Development Commission). Diese begann sehr bald damit, die Anlage zu renovieren, was 1996 zu deren hundertjährigem Bestehen abgeschlossen werden konnte. Sie ist heute als Kulturdenkmal mit nationaler Bedeutung klassifiziert. Zuletzt wurde 2004 der Bahnhofsvorplatz grundlegend erneuert und umgestaltet.

## Heutige Nutzung
Der Bahnhof hat einen Hausbahnsteig und zwei Inselbahnsteige mit zusammen 5 Gleisen. Er wird von den Amtrak-Fernzügen Coast Starlight, Empire Builder und Cascades angefahren. Der Bahnhof stellt einen Knotenpunkt des öffentlichen Verkehrs in Portland dar. Zwei Linien des Stadtbahnsystems MAX Light Rail und die lokalen Busse von TriMet haben hier Haltestellen. Die Haltestelle des zweiten Stadtbahnsystems von Portland, der Portland Streetcar, befindet sich in fußläufiger Nähe. In unmittelbarer Nachbarschaft befindet sich der Busbahnhof von Greyhound Lines.
Für die Reisenden 1. Klasse unterhält Amtrak im Empfangsgebäude die einzige Metropolitan Lounge in einem Bahnhof der Westküste. Daneben beherbergt das Bahnhofsgebäude etwa 30 Mieter, die mit etwa 200.000 US-Dollar im Jahr zum Unterhalt der Anlage beitragen. Im Finanzjahr 2011 wurden hier 590.076 Fahrgäste gezählt.